# Гунгиуомп

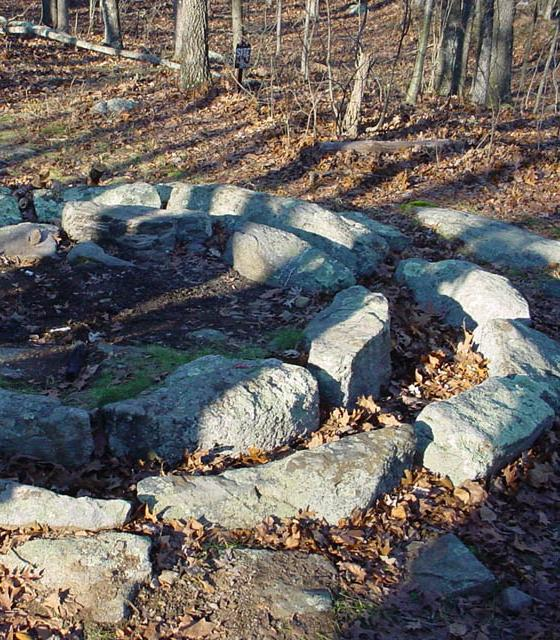
Гунгиуомпский каменный круг

Гунгиуомп, англ. Gungywamp — археологический памятник близ города Гротон, штат Коннектикут, США. Здесь обнаружен кромлех (каменный круг), остатки индейских и более поздних колониальных сооружений, а также артефакты, в основном архаического периода (2000—770 гг. до н. э.). Среди многочисленных руин обращает на себя внимание каменная камера, по-видимому, ориентированная на астрономические события (равноденствия).

## Обзор
На территории 404,7 м² обнаружены многочисленные артефакты различных исторических периодов, в частности, остатки домов, мастерских по изготовлению ткани и обработке железа. Также обнаружено несколько каменных камер, предположительно подвально-складских помещений, из которых два сохранились практически неповреждёнными. Кроме того, как отмечает Государственный археолог штата Коннектикут, Николас Беллантони, «Гунгиуомп уникален тем, что здесь обнаружено так много (находок)».
Одно из «подвальных помещений», известных также как «календарные камеры», имеет астрономическую особенность: внутренний альков освещается во время равноденствий благодаря тому, что свет проникает через отверстие в западной стене и попадает на камень с противоположной стороны внутри небольшой, ульевидной камеры.
На некотором удалении от этих сооружений находится каменный круг (кромлех), состоящий из двух концентрических окружностей, выложенных из камней, наружным диаметром свыше 3 метров. Наружный круг состоит из 12 валунов и имеет искривлённую форму. По мнению некоторых археологов, это могла быть мельница.
Ещё далее находится ряд вертикальных камней, выстроенных по линии север-юг, на одном из которых имеется вытравленное изображение птицы с распростёртыми крыльями.

## Артефакты
Среди артефактов индейского периода, обнаруженных в Гунгиуомпе — наконечники стрел, каменные отщепы и фрагменты керамики. Артефакты колониального периода включают керамику, фарфор, пуговицы, монеты, бутылочное и оконное стекло, посуду, курительные трубки, кирпичи и кости животных. О назначении каменных сооружений по артефактам судить невозможно, так как найденные артефакты невозможно ассоциировать с ними.

## Каменные камеры
Назначение и датировка каменных камер пока не установлены, хотя с высокой вероятностью они могли быть сооружены европейскими колонистами. Среди других версий: рабы колониальных времён, или местные индейские племена, пеквоты или мохеганы. Высказывалась и полуфантастическая версия о том, что сооружение могли соорудить ирландцы, якобы посещавшие Америку до Колумба, поскольку по архитектурным особенностям оно напоминает сооружения Средневековой Ирландии.

## Другие американские мегалиты
- Американский Стоунхендж
- Каменные сооружения Блафф-Пойнт
- Оули-Хиллз